# ارمته نوولی
اِرمته نوولی (ایتالیایی: Ermete Novelli؛ ۵ مارس ۱۸۵۱ – ۳۰ ژانویهٔ ۱۹۱۹) بازیگر و نمایشنامه‌نویس اهل پادشاهی ایتالیا بود.
از فیلم‌ها یا برنامه‌های تلویزیونی که وی در آن نقش داشته‌است، می‌توان به شاه لیر اشاره کرد.